# Górki Dąbskie
Górki Dąbskie – osada w Polsce położona w województwie kujawsko-pomorskim, w powiecie nakielskim, w gminie Kcynia.

## Historia
Wieś powstała jako dobro rycerskie nadane rodowi Górków około roku 1500. Swoją nazwę wzięła z połączenia rodu Górków z Dąbskimi.

## Podział administracyjny
W latach 1975–1998 miejscowość administracyjnie należała do województwa bydgoskiego.

## Demografia
Według Narodowego Spisu Powszechnego (III 2011 r.) liczyła 176 mieszkańców. Jest 24. co do wielkości miejscowością gminy Kcynia.

## Zabytki
Według rejestru zabytków NID na listę zabytków wpisany jest pałac (dec. dwór), około roku 1870, 1925, 1976, nr rej.: 102/A z 18.12.1981.